# غاري إلفيك
غاري إلفيك (بالإنجليزية: Gary Elphick)‏ هو لاعب كرة قدم بريطاني في مركز الدفاع، ولد في 17 أكتوبر 1985 في برايتون في المملكة المتحدة. لعب مع إيستبورن بوروه وبرايتون أند هوف ألبيون وتونبريدج أنغلز وسانت ألبانز سيتي ونادي ألدرشوت تاون ونادي ليويس ونادي وورثينغ وهافانت أند ووترلوفيل.

## وصلات خارجية
- غاري إلفيك على موقع قاعدة بيانات كرة القدم.إي يو (الإنجليزية)
- غاري إلفيك على موقع Soccerbase.com (لاعب) (الإنجليزية)